# 캐서린 랭퍼드
캐서린 랭퍼드(Katherine Langford, 1996년 4월 29일 ~ )는 오스트레일리아의 배우이다. 넷플릭스 오리지널 드라마 《루머의 루머의 루머》의 해나 베이커 역을 맡아 전 세계적으로 이름을 알렸다.

## 출연 작품

### 영화
- 러브, 사이먼 (2018) - 레아 버크 역
- 나이브스 아웃 (2019) - 맥 스롬비 역

### 텔레비전
- 루머의 루머의 루머 (2017-18, 2020) - 해나 베이커 역
- 저주받은 소녀 (2020) - 니뮤에 역